# Freefall (1990)
Freefall is een Amerikaanse romantische kortfilm uit 1990 onder regie van Liz Leshin, die ook het scenario schreef. De hoofdrollen worden vertolkt door Amy Stiller, Richard Sporn en Michael Oberlander.

## Verhaal
Emily is een yuppie bedrijfsjuriste die niets liever wil dan een goede baan en een goede relatie. Ze is echter ontevreden over haar job en bovendien is haar vriend en collega-advocaat Ben meer geïnteresseerd in een fikse promotie dan in haar. Op een dag staat Emily's oude vlam Yoni uit Israël voor haar deur en dat zet haar leven op zijn kop.

## Rolverdeling
| Acteur             | Personage         |
| ------------------ | ----------------- |
| Amy Stiller        | Emily             |
| Richard Sporn      | Yoni              |
| Michael Oberlander | Ben               |
| Jerry Stiller      | Emily's Father    |
| Barbara Nudelman   | Emily's Mother    |
| Fran Gennuso       | Immigration Woman |
| Doug Willen        | Young Lawyer      |